# Língua asurini do Tocantins
A língua asurini do Tocantins, sendo também citada como língua asurini do Trocará, língua akuawa, ou língua akuáwa-asurini é uma língua indígena tupi parte da família tupi-guarani, do ramo IV. É utilizada exclusivamente pelo povo asurini do Tocantins, atualmente encontrado na Terra Indígena Trocará (TIT), politicamente pertencente aos municípios de Baião e Tucuruí. Apesar do nome, a língua é falada totalmente no território do Estado do Pará, próximo ao rio Tocantins. Tinha, em 2010, até 492 falantes. Segundo dados mais recentes do Censo do IBGE de 2022,  a comunidade apresentava, então, exatamente 683 pessoas, o que deve significar um aumento, também, no número de falantes, se comparado a 2010.
O idioma está sob grande risco de extinção, visto que os nascidos das novas gerações já não costumam aprender a língua com as mães, e quando aprendem algo é com os avós.  Além disso, a língua portuguesa tem tomado conta da rotina da população, o que acelera ainda mais o processo de extinção. Tudo isso é exemplificado por uma pesquisa de 2010, que dizia que 213 dos 492 falantes eram, na época, fluentes em português, mas falavam pouco da língua tradicional, representando o maior grupo dentro da pesquisa. Sendo assim, a língua majoritária da comunidade não era mais a asurini, mas a portuguesa.
Acredita-se que que a língua asurini do Tocantins tenha como antepassado mais próximo uma língua conjunta com o parakanã, povo que já viveu junto dos asurinis, mas que hoje são seus inimigos clássicos. O processo de cisão teria se iniciado há não mais do que 200 anos. A proximidade com os ramos V, VI e VIII da família tupi-guarani também justificaria uma protolíngua intermediária à protolíngua tupi e os idiomas modernos dos ramos acima, que teria existido há pelo menos 800 anos. O primeiro contato com os brancos aconteceu com sertanejos, não sendo pacífico, mas tendo se normalizado logo. Após esse primeiro período, os asurinis buscaram apoio e abrigo próximos aos não-indígenas, ao fugirem dos parakanãs.
Um fenômeno curioso da língua é a não padronização de uma ordem sintática. As frases podem ser ditas com as palavras dispostas em qualquer ordem. No entanto, algumas ordens genéricas são usadas. Atualmente, a ordem tradicional mais típica (OVS) tem sido substituída, muitas vezes, pela originalmente portuguesa (SVO).  Ainda assim, é unânime que a língua seja uma das mais conservadoras (em relação às protolínguas) da sua família, em se tratando de morfossintática e gramática. Essas questões estão dispostas em algumas obras escritas na língua que utilizam como base o alfabeto latino. As obras incluem dois livros de histórias asurini e um dicionário asurini-português, mas os jovens dizem nunca ter tido contato com essas obras.

## Etimologia

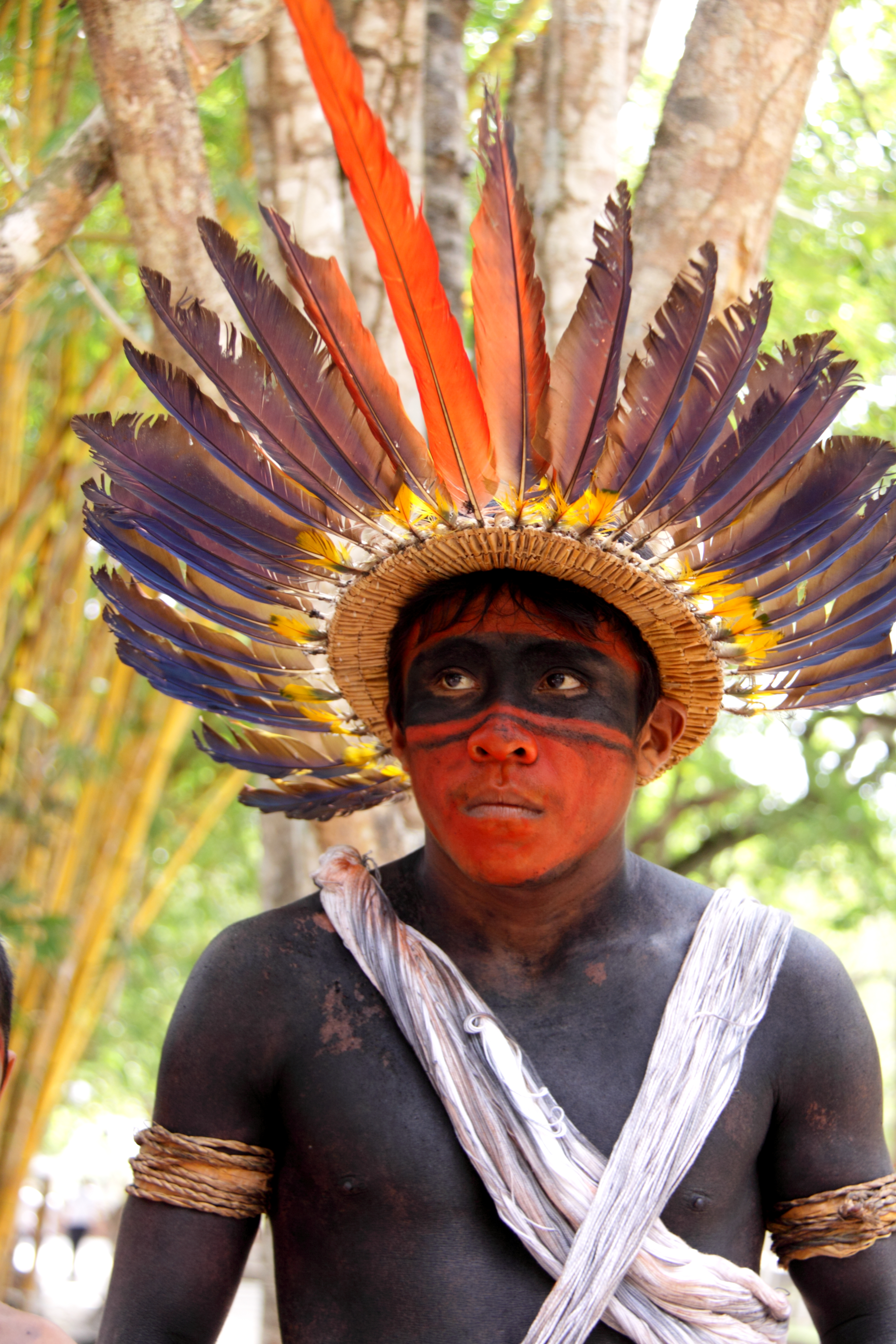
Homem asurini usando pigmento natural vermelho no rosto.

O termo "asurini" é dividido entre 2 comunidades: os asurinis do Tocantins e os do Xingu. Na década de 1950, início dos contatos diretos entre brancos e os asurinis do Tocantins, acreditava-se que esses eram descendentes daqueles do Xingu. Essa confusão é a responsável pelo compartilhamento do termo. O provável exônimo veio da palavra asonéri da língua juruna, que é uma língua tupi falada pelo povo de mesmo nome que migrou do Pará para o Mato Grosso, onde vivem hoje. Asonéri é a tradução de "vermelho", e foi atribuída desde o Século XIX aos asurinis do Xingu porque usavam muito da fruta urucum, a ponto de serem nomeados como "índios vermelhos".
Segundo Cabral, awaeté  é um termo geral que poderia ser atribuído aos asurinis, já que se refereria aos povos tupis de forma mais abrangente, numa tentativa de diferenciá-los dos jês.  Essa palavra surgiu da junção de awa (gente) e eté (verdadeiro). Ou seja, significa, literalmente, "gente de verdade". É entendido por alguns autores como o antônimo para akuawa, que seria a "gente ruim". Entretanto, o uso desse termo como endônimo pelo povo explorado nesse artigo é desacreditado, já que utilizá-lo colocaria os asurinis lado a lado com seus inimigos, os parakanãs. Além disso, awaeté é atribuído como endônimo específico para outros povos, como os asurinis do Xingu, e, em algumas fontes, aos parakanãs também.
Cabe destacar, ainda, que os asurinis, para alguns autores, se chamam de akuawa, caracterizando um endônimo. No entanto, a palavra pode também representar um termo pejorativo que os asurinis usam para denominar outras comunidades que tenham resistido à colonização e aculturação.  Por isso, há uma discussão quanto à validade da classificação do termo como endônimo e como um sinônimo perfeito para asurini, sendo possível notar um uso maior desse último até pelos próprios membros da comunidade. Seguindo essa linha de raciocínio, a palavra akuawa é geralmente traduzida como "indígena", ou "índio do mato". De qualquer forma, a palavra ainda é utilizada por alguns pesquisadores para nomeá-los.
Em outro momento, os asurinis se chamavam de tiraimotoa, antes de se separarem do povo parakanã, com quem dividiam a mesma terra. O termo significa "reunião de muita gente".
Em português, os termos "asurini" e "akuawa" recebem diferentes grafias. Podem ser encontradas as seguintes variações: asuriní, assurini; akwáwa, akwawá, akuáwa, aqawa, áqawa.

## Distribuição

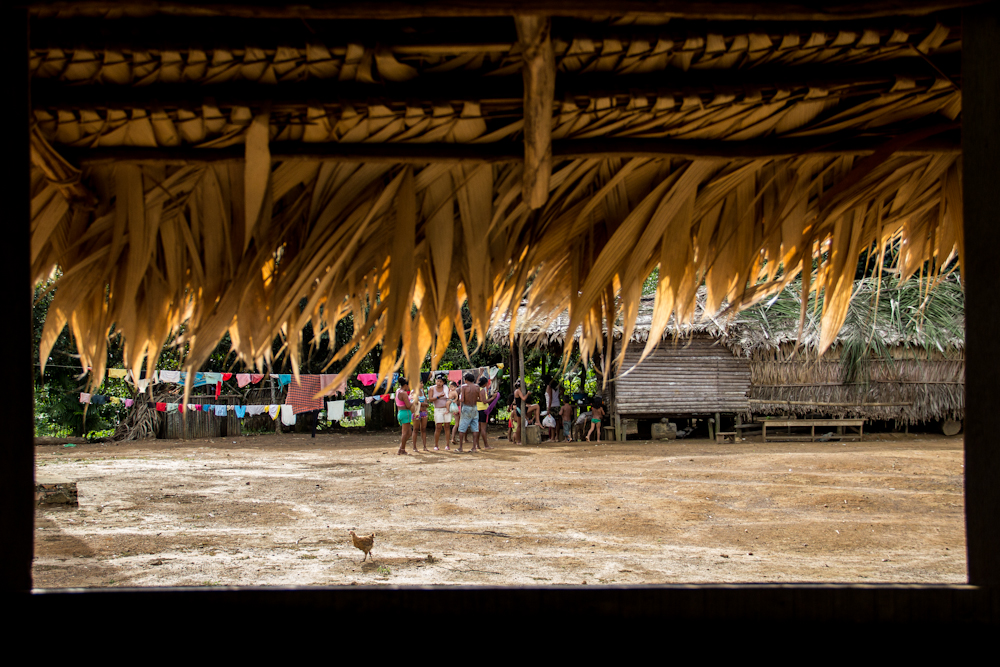
Aldeia na Terra Indígena Trocará, onde vivem os asurinis do Tocantins.

A língua asurini do Tocantins é usada exclusivamente pelo povo de mesmo nome, ou seja, apenas na Terra Indígena do Trocará, onde se localizam. Os limites estão demarcados desde 1972 e homologados desde 1982. Isso significa que o Estado Brasileiro reconhece o direito da população de usufruir exclusivamente de sua própria terra. Politicamente, a localidade está entre os municípios de Baião e Tucuruí, no estado do Pará. Dessa última cidade, a principal aldeia se distancia 18 quilômetros. São banhados pelo rio Tocantins na sua margem e cortados pela BR-422, ou rodovia Trans-Cametá.
O povo está dividido em cinco aldeias: Trocará (distante 2 metros do rio Tocantins e a mais próxima da cidade de Tucuruí), Ororitáwá (30 km distante da última) Oimutawá, Itaraohoa (que significa "Cachoeira Grande") e Pikiá. Há ainda uma área próxima ao rio Pacajá, nos limites dos municípios de Pacajá e Portel que está sendo reinvindicada pelos asurinis. A população que morava lá hoje vive em Trocará, considerada a aldeia central. Há momentos em que toda a comunidade se reúne nela. Para lá, as pessoas das outras aldeias podem migrar quando precisam de abrigo, como é o caso dos habitantes da aldeia Ororitáwá, que fogem das dificuldades de locomoção em época de chuva durante o inverno. A mesma aldeia foi fundada por lideranças tradicionais que queriam se distanciar dos problemas advindos com a construção da rodovia (como o som alto), preferindo uma vida mais conservadora e sem as tecnologias que chegaram com a estrada, como luz elétrica e eletrodomésticos.  O mesmo não aconteceu com os habitantes fixos de Trocará, que se integraram às novidades.
Alguns indivíduos de outras etnias (munduruku, anembé e parakanã) também vivem no meio do povo asurini do Tocantins.
A maior parte da população é alfabetizada, conforme uma pesquisa de 2010, segundo a qual 238 pessoas não eram letradas, contra 249 letradas.

### Línguas relacionadas
Em uma análise de 1975, Harrison disse que haviam dois dialetos do asurini: o falado pelo grupo do Trocará e um outro falado por um grupo que decidiu não se sedentarizar e se aproximar dos não-indígenas. Esse último fugiu depois que vários de seus membros morreram após o contato com os brancos. É comum que autores citem a existência de uma variante mais conservadora e outra menos, falada pelo mesmo povo na mesma região. Em uma pesquisa de 2010, ficou explicitado que os falantes da variante mais conservadora eram, em sua incontestável maior parte, as pessoas mais idosas.
Apesar disso, o asurini do Tocantins, como um todo, é a língua mais conservadora do ramo IV da família tupi-guarani, descendente do tronco tupi. O ramo IV é dividido com as línguas parakanã (com a qual compartilha maiores semelhanças, tanto lexicais quanto fonológicas, morfológicas e sintáticas), suruí, tembé, turiwara, tapirapé e avá-canoeiro.
Uma comparação pode ser feita entre as palavras das principais línguas desse ramo, conforme observa-se abaixo:
| Línguas              | ele dorme | lua    | ele vai | eu o vejo | jacaré  |
| -------------------- | --------- | ------ | ------- | --------- | ------- |
| Prototupi-guarani    | okér      | jatxý  | otsó    | atsepják  | jakaré  |
| Asurini do Tocantins | óken      | txahýa | áha     | aétxang   | txakare |
| Parakanã             | oken      | txaýa  | -       | -         | -       |
| Tembé                | okér      | zahý   | ohó     | aetsák    | zakaré  |
| Tapirapé             | -         | txãhý  | -       | -         | txãkãré |

A proximidade com o parakanã é tanta que leva a acreditar que essa língua é a antepassada mais próxima do asurini. As duas teriam formado uma língua comum há 150 ou 200 anos.  Essa tese encontra apoio histórico, visto que os asurinis já foram, em dado momento, parte da mesma comunidade que os parakanãs, mas acabaram se separando. Posteriormente, os dois povos se tornariam inimigos.
Pesquisas entre as línguas da família tupi-guarani concluíram que as similaridades linguísticas e geográficas entre o asurini (do ramo IV) e outros idiomas que constituem os ramos IV, V, VI e VIII  levam a acreditar que houve uma protolíngua, intermediária à protolíngua tupi e aos idiomas modernos desses ramos, que se desenvolveram na região entre os rios Tocantins e Xingu, há pelo menos 800 anos.
A lista a seguir mostra algumas das línguas que fazem parte desses ramos, organizadas de forma a privilegiar suas proximidades, como fez Aquino, com base em estudos de outros autores:
- Protolíngua tupi-guarani
  - Protolíngua intermediária
    - (Encontro dos ramos IV, V e VI)
      - Ramo VI
        - kayabí
        - apiaká
        - juma
        - tupi-kawahíb
        - parintintín
        - tenharin
        - amondáva
        - ururewawau
        - (Outras línguas)

      - Ramo V
        - asurini do Xingu
        - anambé
        - araweté
        - ararandewára/ananajé

      - Ramo IV
        - avá-canoeiro
        - tapirapé
        - suruí
        - Protolíngua asurini-parakanã
          - parakanã
          - língua asurini do Tocantins

        - turiwára
        - tembé
        - guajajára

    - Ramo VIII
      - emérillon
      - wayampí
      - wayampí-pukú
      - zo'é
      - anambé de Ehrenreich
      - ka'apór
      - guajá

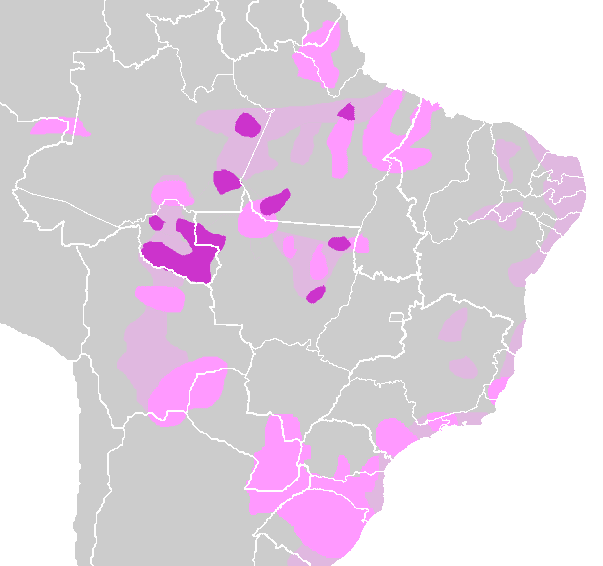
Distribuição das línguas tupi-guaranis (em rosa) e tupis (roxo) pelo Brasil.

É possível fazer algumas comparações entre os vocábulos de algumas línguas desses ramos:
| Línguas                 | Lua    | Jacaré  | Ele vai |
| ----------------------- | ------ | ------- | ------- |
| Asurini do Trocará (IV) | txahýa | txakare | áha     |
| Tembé (IV)              | zahý   | zakaré  | ohó     |
| Asurini do Xingu (V)    | djahy  | djakaré | aha     |
| Parintintín (VI)        | jahý   | jakaré  | ohó     |
| Urubu/kaapor (VIII)     | jahý   | jakaré  | ohó     |
| Wayampí (VIII)          | jáy    | jakaré  | óo      |

Existem muitas semelhanças entre o asurini do Xingu e o do Trocará, assim como muitas diferenças. Essas relações são abordadas em um estudo comparativo de Nicholson entre os dois idiomas, que no documento são considerados como dois dialetos da mesma língua. Muitos outros estudos, entretanto, classificam os dois como idiomas diferentes (tanto que estão em ramos diferentes), falados por dois grupos tão diversos entre si que são totalmente diferentes, sendo às vezes considerados um em função de uma confusão feita por pesquisadores nos primeiros anos de pesquisa.
Segundo esse estudo, existem mais consoantes na língua xinguana do que na do Trocará. A tabela a seguir reúne alguns vocábulos que podem ser usados para comparar as duas línguas:
| Asurini do xingu | Asurini do trocará | Tradução para o português |
| ---------------- | ------------------ | ------------------------- |
| tendawa          | tenawa             | banco                     |
| dže.membyra      | tše.memyra         | meu filho                 |
| o'ak             | o'aŋ               | arrancar                  |
| dža'wara         | tšawara            | cachorro                  |
| dža'yp           | tša'ywa            | castanheira               |
| o.džoka          | o.tšoka            | matar                     |
| o.žaok           | o.tšahoŋ           | tomar banho               |

Já quanto às vogais, as xinguanas e as do Trocará são, em muitos casos, as mesmas. Contudo, há a existência de vogais mais fechadas no idioma do Xingu, como pode ser observado abaixo abaixo:
| Asurini do xingu | Asurini do trocará | Tradução para o português |
| ---------------- | ------------------ | ------------------------- |
| konomi           | konomia            | criança                   |
| ywyra            | ywyra              | pau/vara                  |
| o.kabu           | o.kamo             | mamar                     |
| o.pywyn          | o.powon            | fiar                      |
| e.rut            | e.ron              | traga!                    |
| tamunua          | tamanowa           | tamanduá                  |
| o.kit            | o.ken              | dormir                    |

Outras semelhanças incluem:
- A última sílaba de um sintagma é prolongada quando se quer enfatizar algo
- Regras morfofonológicas[44]
- Prefixos pessoais em verbos transitivos e intransitivos[45]
- Duas formas de expressar negação: y'ym e n(e)--i, embora a primeira seja mais registrada do que a segunda na versão xinguense.[46]

Outra menção importante de uma língua externa é quanto ao idioma português, que é considerado o mais utilizado pela comunidade, em substituição ao próprio asurini. Uma pesquisa de 2010 concluiu que apenas 31 pessoas eram totalmente fluentes na variante conservadora da língua tradicional, contra 390 fluentes em português. Apenas 19 indivíduos eram totalmente fluentes nas duas línguas e apenas 3 monolíngues em asurini (fluentes em asurini e não entendem português), contra 32 monolíngues em português (fluentes na língua nacional brasileira, mas não entendem e não falam a indígena). Por fim, o maior grupo linguístico do povo (213) fala fluentemente o português, mas fala pouco de sua língua ancestral, entendendo, mas não a utilizando.
Entre as pessoas fluentes na língua tradicional, a maioria esmagadora tem mais de 60 anos. Isso mostra que, quanto mais jovem, maior é a tendência de substituição do idioma indígena pelo português brasileiro. Segundo outra pesquisa realizada pela mesma equipe, a língua indígena é mais usada em contextos específicos, como festas tradicionais, em rezas quando alguém fica doente e em eventos esportivos, como os Jogos Indígenas, para que o adversário não entenda.  Já o português é utilizado mais em aniversários, festas nas escolas. Em geral, os mais velhos se comunicam entre si em asurini e os mais jovens em português. Dependendo da proficiência do jovem, os mais velhos podem falar com ele em asurini e serem respondidos em português.
Dois homens asurinis, quando perguntados sobre com quem conversam mais na língua indígena, disseram:

Ipipaohoa/Ipipawa (Pipawa):
"Com os mais velhos, quando nós estamos em reunião, quando eles estão juntos com os jovens; Quando tem alguma coisa pra se discutir, a gente tem que responder na língua pra eles entender. Com os filho, nomes de objetos, para pedir, nome de colher, takuípia, pede coisas na língua, até minha esposa que é branca, meu pai pede pra ela na língua e ela já até entende."          
Sowia/Roberto:          
"Em casa, com os velho, eles falam pouco em português, mas é mais em português, eles falam na língua e a gente responde em português; quando é mais fácil a gente responde na língua[...]"           
O nível de fluência dos indivíduos que falam cada uma das línguas pode determinar qual das duas será dominante em um contexto específico. Por exemplo, no artesanato, se uma pessoa fala bem a língua tradicional, ela emergirá no contexto. Ao contrário, se só mulheres jovens estiverem no momento, o português dominará. Outros relatos interessantes são os de que é comum que os falantes tenham sonhos na língua indígena, e que ela domine em caçadas e quando um professor tenta ensinar as crianças cantos tradicionais, mesmo que elas estejam mais interessadas por estilos não-tradicionais, como o technobrega.

## História

### Pré-contato
Quanto à história mais distante da língua, o asurini está dentro do tronco tupi, o que significa que ela descende mais remotamente do prototupi e do prototupi-guarani. Depois do prototupi-guarani, deve ter existido também uma protolíngua entre os ramos IV, V, VI e VIII, em função de suas semelhanças.
As principais comparações que podem ser feitas entre as línguas do ramo IV e o prototupi-guarani são:
- Conservação das consoantes finais
- Fusão de /tx/ e /ts/, ambos transformados em /h/
- Mudança de /pw/ para /kw/
- Mudança de /pj/ em /tx/ ou /ts/
- Mudança de /j/ em /tx/, /ts/, /s/ ou /z/
- O acento /´/ deslocado para a esquerda

É possível fazer uma comparação entre alguns vocábulos do asurini e do prototupi-guarani:
| Prototupi-guarani | Asurini do Trocará | Tradução para o português |
| ----------------- | ------------------ | ------------------------- |
| okér              | óken               | ele dorme                 |
| jatxý             | txahýa             | lua                       |
| otsó              | áha                | ele vai                   |
| omán              | ámyn               | chuva                     |
| maní'óka          | mani'ánga          | mandioca                  |

A região onde hoje se encontram os asurinis é explorada por não-indígenas desde a chegada de missionários católicos, assim como de bandeirantes vindos do Maranhão e pelo explorador Gonçalo Pires, em 1669, que buscava riquezas na área do atual Tocantins. Diversas obras e cidades foram fundadas nos entornos da atual terra. As primeiras cidades surgiram no século XVIII e foram Marabá, à margem direita do rio Tocantins (fundada a partir da penetração do gado na região) e o forte de Nossa Senhora de Nazaré do Alcobaça, no povoado de Alcobaça (atual Tucuruí), apesar desse último ter sido destruído em 1849.

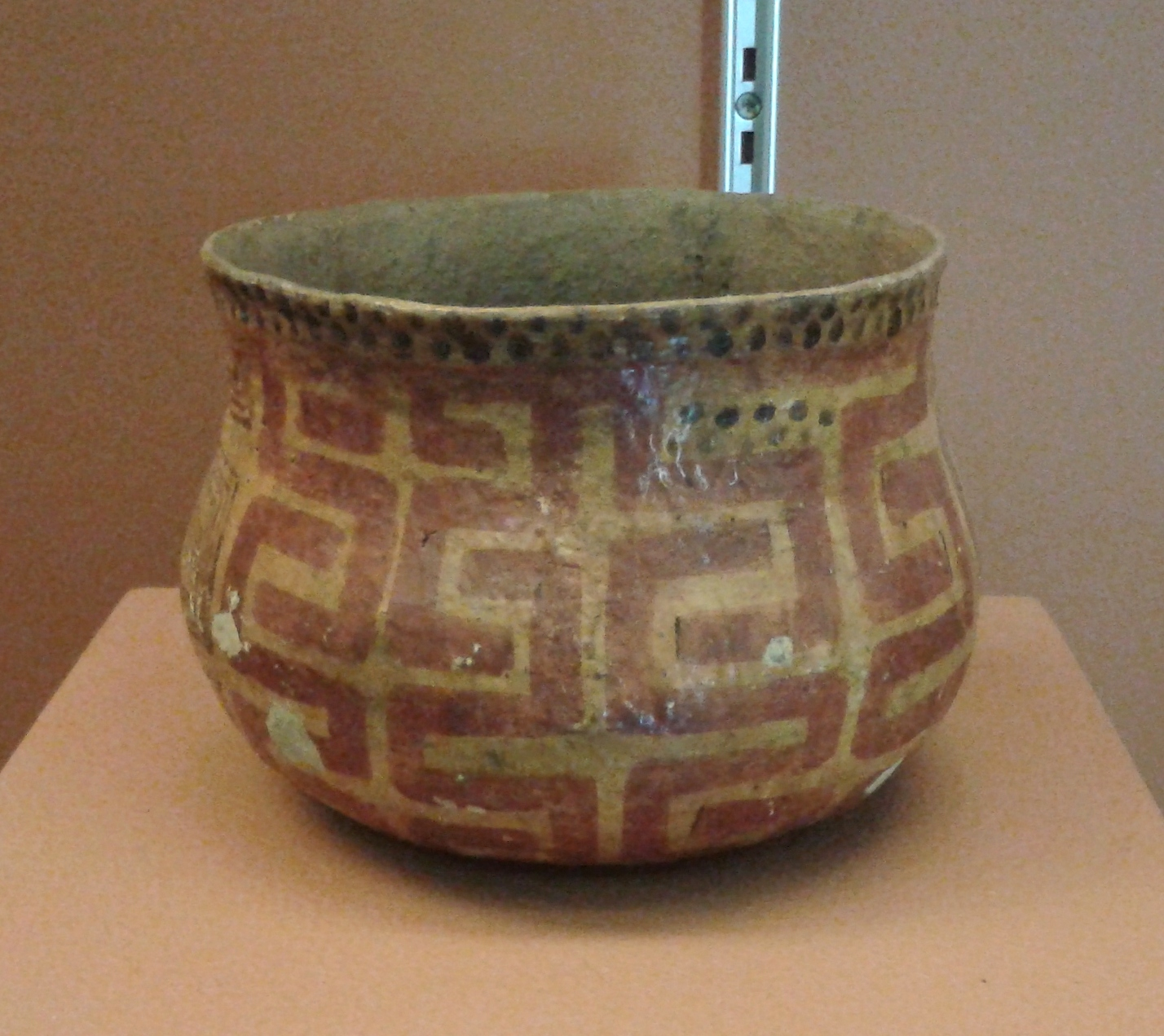
Pote de cerâmica cuja autoria histórica é atribuída aos asurinis.

Inicialmente, os asurinis e os parakanãs formavam um grupo só. Mas eles teriam se dividido em parakanãs do Lontra e parakanãs do Pucuruí. Essa primeira cisão aconteceu por conta de ataques de um grupo inimigo, os kayapós. Outros ataques do mesmo povo forçaram os parakanãs do Pucuruí e os asurinis a irem do rio Xingu para as cabeceiras do rio Pacajá, onde se reencontraram com os parakanãs do Lontra. Asurinis e parakanãs do Lontra mantiveram relações de guerra. Por conta de "briga por causa de roubo, ciúme de mulher" (segundo os próprios asurinis), os parakanãs do Pucuruí e os asurinis se romperam também, o que ocasionou a separação definitiva e outra relação de guerra. Os asurinis foram para as proximidades do Rio Trocará, onde habitam hoje, e os parakanãs seguiram para a região do Pucuruí.
- Tiraimotoa (todos juntos)[10]
  - Parakanãs do Lontra
  - Parakanãs do Pucuruí
    - Parakanãs do Pucuruí
    - Asurinis do Trocará
      - Aldeias asurinis

Essa tese apresenta também um embasamento linguístico, já que a proximidade com o idioma parakanã leva a acreditar que essas duas línguas já foram uma só há 150 ou 200 anos.
Independentes, os asurinis foram para as regiões dos rios Pacajá e Trocará. Esse período foi marcado por cisões internas, que levaram às divisões do mesmo povo em aldeias, primeiro em duas às margens do rio Pacajá. Em seguida, uma dessas migrou para a região do rio Trocará. Lá se dividiu em duas aldeias: Iytaohoa  e Tutawa. Essas duas aldeias trocavam esposas, como sinal de paz, mas também disputavam por cargos de liderança. Foram os habitantes de Iytaohoa que ficaram conhecidos como "grupo do Trocará" na época do contato. Antes do contato, os asurinis eram nômades e viviam mudando de aldeia provavelmente de 5 em 5 anos, em busca de alimentos.

### Pós-contato
Em 1920, quando os contatos se iniciaram, os asurinis e os parakanãs eram considerados o mesmo povo, mas logo percebeu-se que se tratavam de inimigos.
Os grupos indígenas da região ajudaram a impedir a utilização do espaço pelos brancos por muito tempo, até a necessidade do estabelecimento de povoados por conta da produção e escoamento de caucho e castanha no século XX. Alcobaça ressurgiu junto da construção da estrada de ferro Tocantins, completada na década de 1940. A construção dessa estrada passou por dentro do território dos asurinis e dos parakanãs, que reagiram à invasão. Os conflitos entre os dois grupos e entre cada um e a sociedade não-indígena era intensa nos anos das décadas de 1920 a 1940. A estrada atualmente encontra-se desativada.
Ao tentarem se proteger dos constantes conflitos contra os parakanãs, os kayapós e a sociedade não-indígena, os asurinis tentaram aproximação com funcionários da SPI (Serviço de Proteção ao Índio, antiga FUNAI). Esse primeiro contato oficial aconteceu em 1953, no sítio Apinajé. No entanto, a estratégia também trouxe problemas para o povo, por conta de doenças como a malária. Essas epidemias fizeram com que um grupo, do Pacajá, com cerca de 30 pessoas, retomasse seu modo de vida tradicional em locais isolados, mantendo contato com órgãos regionais apenas, para a aquisição de bens industrializados. O outro grupo decidiu permanecer e viveu uma relação de extrema dependência, pois eram controlados até nas decisões da liderança da aldeia.
Em 1962 existiam 34 indígenas nos postos da SPI, 10 dispersos entre não-indígenas e 14 no grupo do Pacajá, na mata. Esse dado indica que, entre 1953, quando foram contatados, até 1962, houve uma perda considerável de indivíduos, visto que a população em 1953 era de 192 indivíduos. Essa perda aconteceu por conta das sucessivas epidemias.
Se por um lado a aproximação com a sociedade não-indígena eram uma estratégia de proteção, por outro, a dificuldade de se integrar fez com que os asurinis não desapegassem totalmente de sua cultura tradicional. Ficaram, portanto, dependentes dos órgãos protecionistas, mas não totalmente dispersos entre os brancos ou vivendo exatamente como eles. Todo esse complexo processo de choque entre culturas formou a complexa relação que os asurinis têm hoje entre seu modo de vida e língua tradicionais e os elementos culturais não-indígenas e a língua portuguesa. Ao mesmo tempo que se veem cada vez mais próximos dos brancos e dependentes de seus órgãos governamentais, em comportamentos como a omissão dos ritos de passagens (que requereria dos jovens que perfurassem os lábios, o que não mais era desejado por eles), os asurinis ainda não perderam totalmente seu modo de vida tradicional. O ritual de furação da orelha, por exemplo, retornou em 2010. Em suma, muitas mudanças foram notadas desde o momento de contato. São essas misturas que ajudam a entender o pensamento atual dos asurinis e sua dificuldade em preservar a língua indígena.

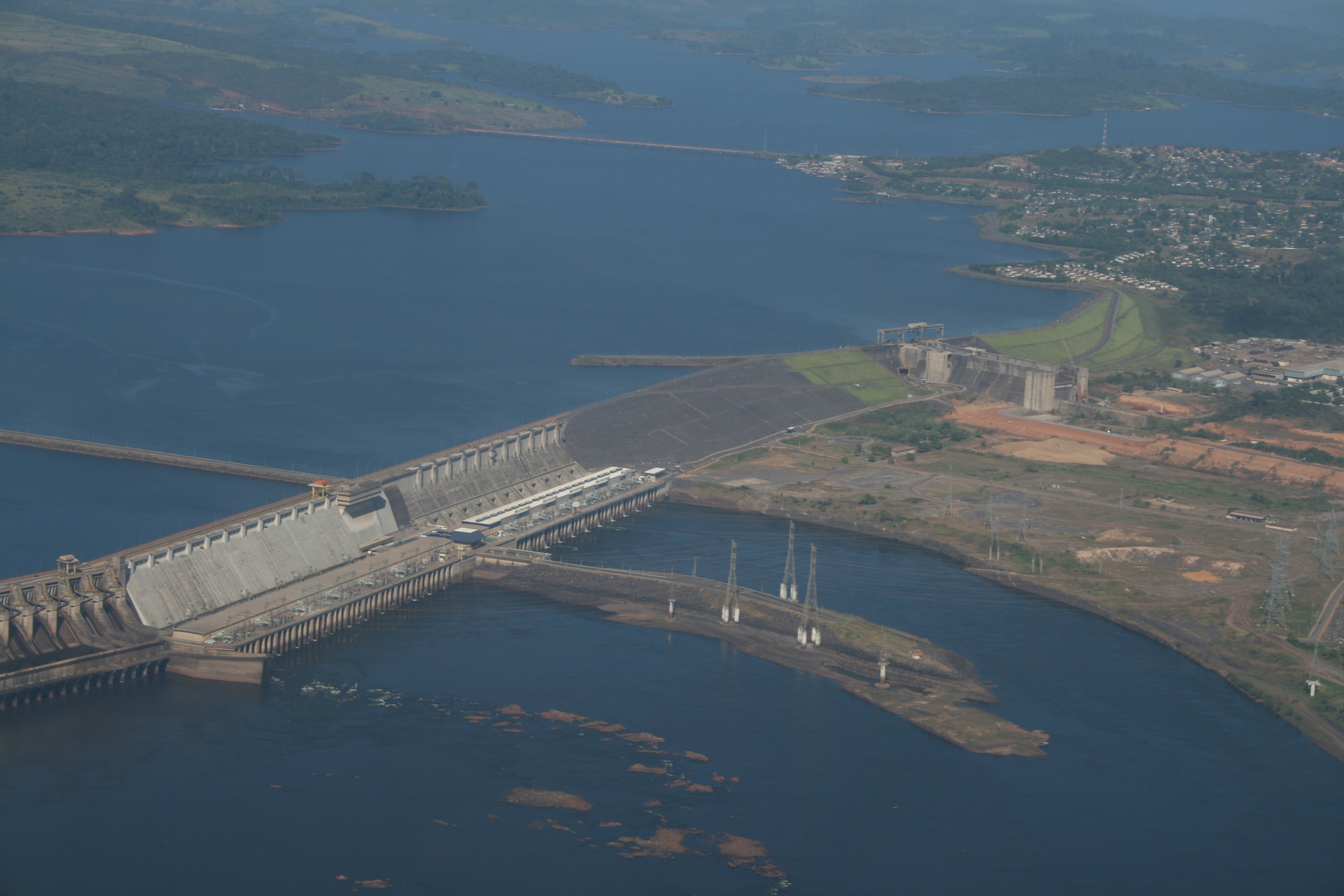
Vista aérea da Hidrelétrica de Tucuruí, que causou problemas para a comunidade asurini durante a sua construção.

Por vezes, empreendimentos não-indígenas representaram problemas para a comunidade asurini. Foi o caso da Hidrelétrica de Tucuruí, entre 1975 e 1984. A construção dessa causou desequilíbrios ecológicos, como a poluição de rios e o desmatamento, o que diminuiu a pesca e a caça. Outro evento importante foi a construção da Trans-Cametá, que resultou em problemas para os asurinis. Esse empreendimento foi construído na década de 1970, sem informar a comunidade indígena, mesmo que a rodovia passasse por dentro de seu território. Na década de 1990 eles pediram indenização pelos danos que lhes foram causados e queimaram 2 pontes. Essa resistência trouxe solução: o então governador do Pará Hélio Gueiros anunciou a liberação da indenização. Esse evento foi um marco na comunidade, pois foi a primeira vez em que eles se articularam por seus direitos sem a dependência da FUNAI, o que ajudou a fortalecer símbolos da cultura tradicional, entre eles a língua.
Em 1982, a pesquisadora Andrade foi à comunidade e encontrou uma população maior que a descrita por Laraia na década de 1960.  Ela encontrou 132 pessoas que, embora dependentes da FUNAI, continuavam praticando atos como práticas de pajelança, canto de canções tradicionais, dentre outros.
Atualmente, a língua encontra-se ameaçada de extinção, como resultado de todos os acontecimentos desse complexo processo. É possível que a atuação de funcionários dos postos do SPI e de missionários da SIL (Summer Institute of Linguistics, a atual Associação Internacional de Linguística, uma organização missionária internacional com foco na linguística) tenha ajudado a propagar a língua portuguesa entre o povo e incentivar a repressão de práticas indígenas. Segundo um relato de uma professora asurini, os chefes dos postos do SPI a proibiram de ensinar a língua a seus filhos, assim como proibiu que os outros profissionais não-indígenas usassem o idioma, junto da própria professora, porque, segundo ele, a língua era feia.

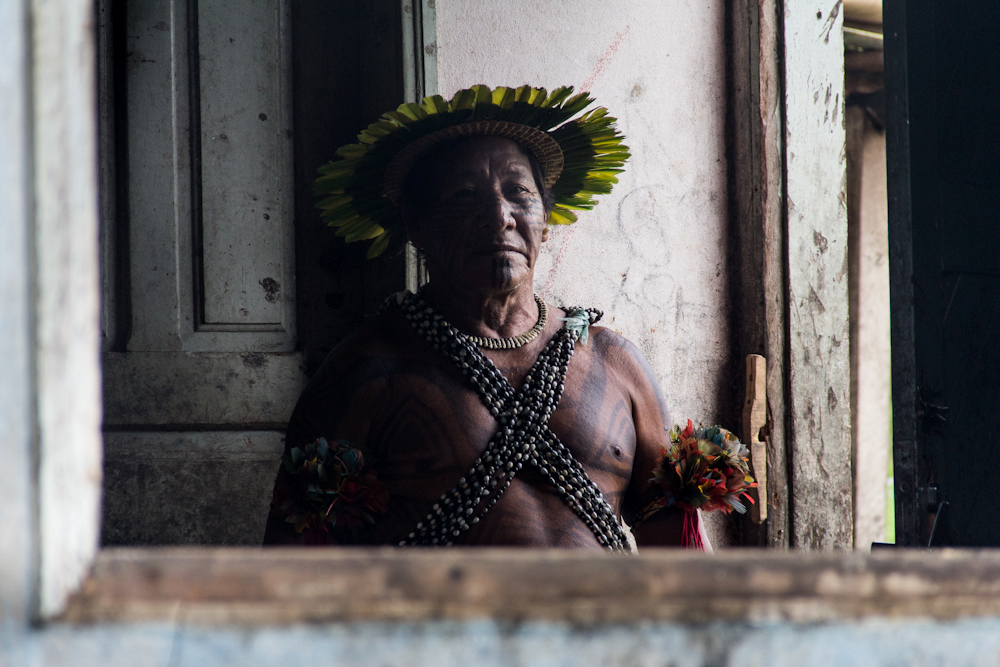
Homem asurini com suas vestimentas tradicionais (2012).

A exposição ao português aumentou com a chegada de outros não-indígenas para as obras da região e com a construção de uma escola nos moldes dos povos brancos, que posteriormente foi incorporada à rede estadual. A chegada de energia elétrica, televisores, DVDs, sistemas de sons e outras tecnologias fez com que os asurinis se conectassem ainda mais com a cultura de fora de sua terra. Gradualmente, a língua vai perdendo sua importância e protagonismo, principalmente entre os mais jovens, mesmo que membros da comunidade estejam demonstrando, recentemente, interesse em conservar sua tradicional língua e cultura.

### Documentação e educação da língua
Sob o apoio do INDL(Inventário Nacional de Diversidade Linguística), do IPHAN (Instituto de Patrimônio Histórico e Artístico Nacional) e do Observatório da Educação Escolar Indígena/CAPES, várias obras já foram feitas com o propósito de documentar a língua, entre eles, dois livros de relatos e um dicionário bilíngue asurini-português. Existe uma Bíblia em asurini, mas não está disponível nas aldeias. Com o apoio do LALI (Laboratório de Línguas Indígenas) e da Secretaria Municipal de Educação de Tucuruí, CDs com cânticos tradicionais e DVDs com filmes produzidos pelos próprios indígenas estavam sendo produzidos em 2010.
Trabalhos que visavam a identificação e documentação da língua e do povo já são produzidos desde a década de 1960 e 1970, não muito depois dos primeiros contatos oficiais. Os primeiros estudos são os feitos por Harrison, cujos primeiros trabalhos datam de 1962, 1963 e 1964, por  Nicholson em 1976 e 1978 e pelos missionário da SIL. Desses, o texto The Phonemes of the Asuriní Language of Brazil, ou em português "Os fonemas da língua asurini do Brasil", de 1962, é o mais antigo a tratar do idioma, segundo informações da OLAC (Open Languages Archive, ou "Arquivo Aberto de Línguas").
Quanto à educação asurini, essa passou por vários momentos ao longo do último século, sendo sempre mais uma forma de dominação cultural. Indivíduos já foram levados para serem ensinados fora da aldeia, escolas missionárias já ajudaram na educação local na língua (sempre com a intenção de evangelização) e os órgãos estatais já foram os principais responsáveis pelas ações, com interesses que fizessem com que os indígenas se adaptassem à realidade não-indígena, e não o contrário.

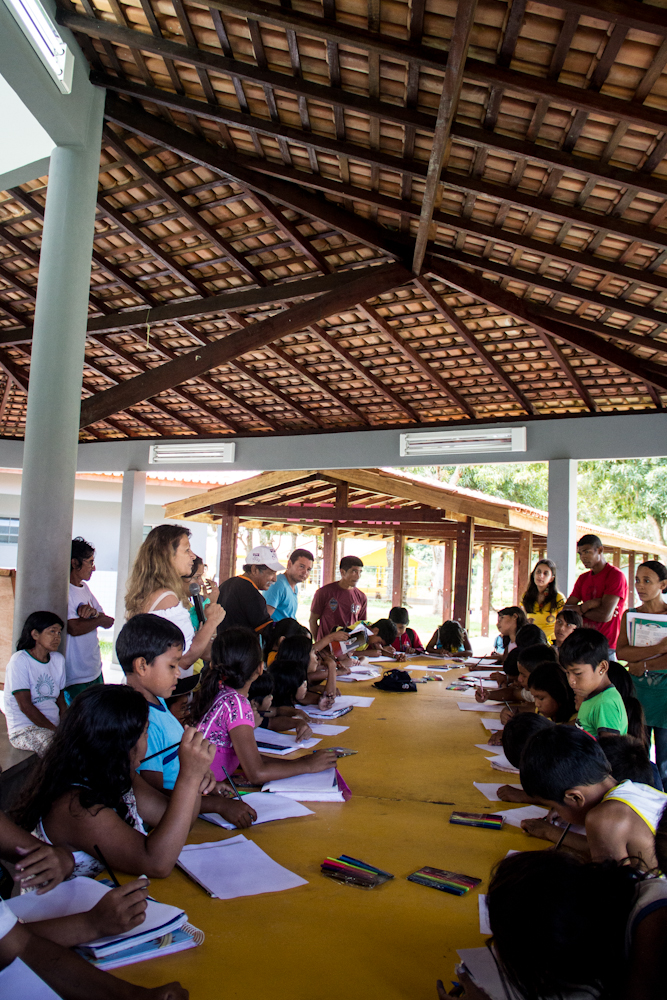
Crianças asurinis em um ambiente de aprendizado.

A educação dos indígenas asurinis é historicamente feita sem muitos esforços para a manutenção e preservação da língua local. Professores brancos são contratados pelo município (que cuida da educação local desde 1999) e não são preparados para adaptar suas aulas para a cultura local. A língua tradicional não é adotada como língua de instrução nem nas próprias aulas de asurini, ministradas por professores indígenas. Adicionalmente, um trabalho de campo de 2010 alegou que os estados de conservação atuais de algumas escolas é precário, com uma arquitetura desconectada das condições climáticas e socioculturais asurinis. Lideranças asurinis estão constantemente colocando em pauta discussões relacionadas a essas situações, visando suas demandas, previstas em legislações como a Lei 6001/73 e o artigo 210 da Constituição brasileira de 1988.
Em uma pesquisa realizada em 2010, 486 pessoas afirmaram estudar ou trabalhar em sua própria terra, o que indica a provável grande quantidade de alunos nas escolas asurinis.

## Fonologia

### Consoantes
O asurini apresenta 13 consoantes: [p], [t], [k], [kʷ], [ʔ], [ɾ], [m], [n], [ŋ], [ŋʷ], [s], [h] e [w]. Podem ser organizadas segundo os pontos de articulação em bilabial, alveolar, velar e glotal. Quanto ao modo de articulação, podem ser plosivas, fricativas, nasais, taps (ou flaps) ou aproximantes.
Os fones [   t͡ʃ], [ʃ], [   t͡s] e [ pʷ ] também podem aparecer na língua, como alofones encontrados nas pronúncias de falantes da variante mais conservadora da língua. Não são, porém, consoantes permanentes do asurini.
|             | Bilabial | Alveolar | Velar | Glotal |
| ----------- | -------- | -------- | ----- | ------ |
| Plosiva     | p ⓘ      | t ⓘ      | k ⓘ   | ʔ ⓘ    |
| Nasal       | m ⓘ      | n ⓘ      | ŋ ⓘ   |        |
| Tap ou flap |          | ɾ ⓘ      |       |        |
| Fricativa   |          | s ⓘ      |       | h ⓘ    |
| Aproximante |          |          | w ⓘ   |        |

### Vogais
As vogais são cinco: [i], [ɨ], [o], [ɛ] e [a]. Elas estão divididas em 3 anteriores, 1 central e 1 posterior, segundo o Alfabeto Fonético Internacional. Existem 2 graus de altura para as vogais anteriores e a central: mais e menos altas. A posterior oscila entre mais alta e menos alta e possui um traço arredondado, o que a diferencia das outras também. A ocorrência de ditongos (encontros vocálicos) é citada em algumas análises, mas não é explorada.
Todas as vogais possuem variantes ligeiramente nasalizadas em uma sílaba acentuada quando estão diante de uma consoante nasal (como em [ia'kɨ̰ŋɐ̆]~[ia'kɨ̰ŋɐ̆], que significa "sua cabeça") e são laringalizadas quando estão precedendo ou seguindo uma oclusiva glotal (o que ocorre em [oˀ'ʔoˀ], traduzido por "ele come").
|             | Anterior | Central | Posterior |
| ----------- | -------- | ------- | --------- |
| Fechada     | i ⓘ      | ɨ ⓘ     |           |
| Semifechada |          |         | o ⓘ       |
| Semiaberta  | ɛ ⓘ      |         |           |
| Aberta      | a ⓘ      |         |           |

Uma mudança vocálica em cadeia do prototupi-guarani fez com que as seguintes passagens ocorressem:
- /ó/ para /a/
- /ã/ e /ãm/ para /o/
- /án/ para /ɨn/, /áŋ/ para /ɨŋ/

### Tons, fonotática e prosódia
Existem tons em asurini e eles têm um papel gramatical, demarcando os limites gramaticais. A altura pode ser usada para marcar atitudes/sentimentos, como zangada, séria, etc. Tais ocorrências, entretanto, são descritas por Harrison como "periféricas aos assuntos nucleares de concordância, dependência e anáfora", de modo que os trabalhos sobre a língua não abordam ou se debruçam sobre o tema, sem muitas outras informações além dessas.
As sílabas seguem o formato CVC, onde a C final deve ser aproximante coronal (j) ou nasal (m, n, ŋ). Grupos de consoantes só são possíveis em fronteiras de sílabas. Uma curiosidade interessante é que a penúltima sílaba de um sintagma é prolongada quando se quer enfatizar algo. Outras regras mais específicas, como a divisão silábica e os padrões de tonicidade das palavras não são abordadas explicitamente pelas pesquisas que tratam da língua. 
O acento na língua representa intensidade, é lexical e previsível. Indica altura e volume mais intensos. Está diretamente associado à vogal da última sílaba das raízes, de partículas e de alguns sufixos derivacionais.  A entonação age e reage com outros mecanismos para dar à sentença um revestimento modal.
Em relação ao prototupi-guarani, o asurini perdeu a oposição de acento nasal/oral reconstruível e, como consequência, as variantes nasais das vogais. Essa mudança trouxe consigo pares de morfemas (-kató/-ŋató, que significam bom/bem) e  alomofirsmo não condicionado fonologicamente, que eram, antes, o resultado da nasalização de obstruentes orais propagado pelo acento do tema precedente.

### Variações
Aquino cita a existência de uma variante mais conservadora, que é falada em sua maior parte por pessoas mais idosas, e uma menos conservadora.
Alofones consonantais são comuns (ou seja, diferentes fones que são considerados fonologicamente o mesmo som) na fala dos indivíduos da variante mais conservadora:
- /p/, que pode ser pronunciado como [ pʷ ] ou [p] quando estão diante de [ɨ], como em [epʷɨ'ta]~[epɨ'ta] (fique aí!) e como [p] nos demais casos.
- /w/ pode ser [β] em margem esquerda de sílaba átona: [sɛ'rʊwʌ̆]~[sɛ'rʊwβʌ̆] (meu pai)
- /t/ em contato com /i/ pode sofrer palatalização, como em /o-tí-a/ [o't͡ʃiɐ̆] (seu próprio nariz)
- /s/ é pronunciado [j] no final na sílaba (como pode ser observado em [nɛ'rój]~[nɛ'rʊj], em português: "você tem dentes") e como [   t͡ʃ]~[ʃ]~[  t͡s]~[s] nos demais ambientes (conforme demonstrado em ['matʃɐ̃]~['maʃɐ̃]~['matsɐ̃]~['masɐ̃], em português: "cobra")

Alofonias também podem ocorrer com vogais:
- /o/ pode ser realizada como [ʊ]~[o]~[ɔ], sendo a última exclusiva de eventos onde a vogal seguinte é /a/ ou /ɛ/, conforme os exemplos a seguir: [ʊ,rʊ'βʊ]~[o,ro'βo] (urubu), [ʊ'rɛ]~[o'rɛ]~[ɔ'rɛ] (nós)
- /i/, /a/, /ɛ/ e /o/ têm variantes onde são pronunciados brevemente em sílabas átonas finais, como em  [i'pɨɐ]~[i'pɨɐ̆] (seu pé), [aˀ'ʔɛˀpɵ̆], (ali) [nase'róβɪ̆] (eu não tenho meu pai) e [iso'kao̯] (matando-o)
- /ɛ/ pode ser realizado como [ɛ] ou [e]: [ko'βɛj]~[ko'βej] (rápido)

## Ortografia

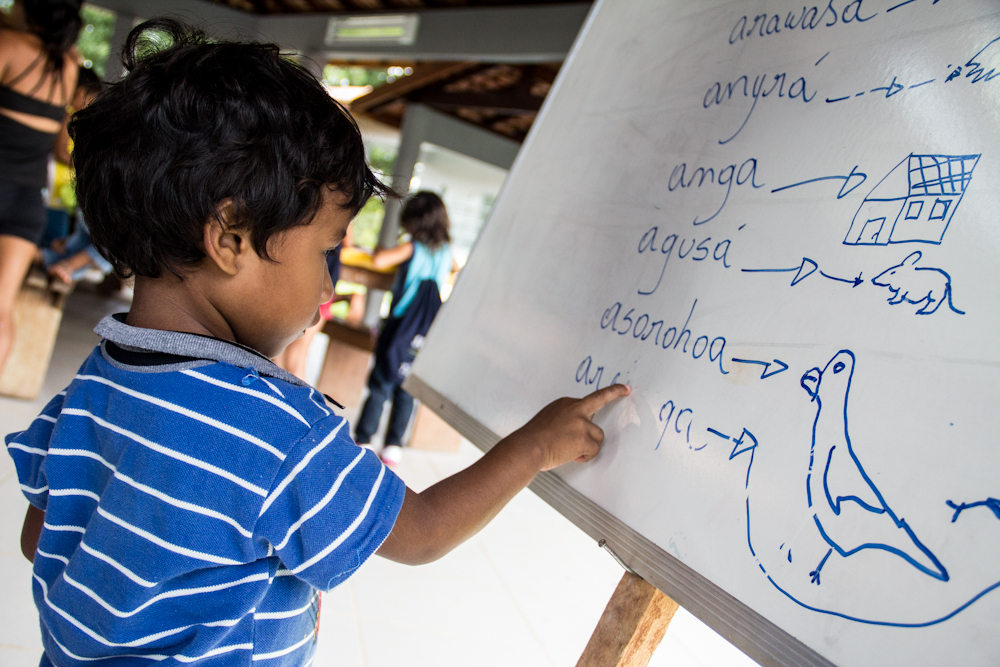
Criança asurini lendo palavras na língua indígena.

O asurini usa o alfabeto latino para seus textos escritos.  A escrita possui muitas características comuns com o português, de forma que ela se dá da direita para a esquerda, tendo como diferença principal a utilização do acento gráfico /´/, que é usado para marcar altura e volume mais altos na fala pausada. Até existem materiais escritos em asurini, mas não há uma tradição com relação à escrita e leitura na língua. Os seus falantes costumam escrever mais no português.
A seguir estão as letras do alfabeto latino que são usadas na língua, os sons que representam e suas equivalências em outras línguas. Os dados levam em conta comparações entre dois documentos, um que cita uma pesquisa feita por Nicholson sobre a ortografia e outro de Cabral sobre a fonologia da língua. A comparação entre os dois, entretanto, faz com que algumas incongruências surjam: os fonemas de /s/ e /a/, do segundo, não recebem grafia específica na menção feita no primeiro.
| Letra maiúscula | Letra minúscula | Fones no AFI | Equivalência em português e/ou inglês                                      |
| --------------- | --------------- | ------------ | -------------------------------------------------------------------------- |
| P               | p               | [p]          | /p/, exatamente como em português                                          |
| T               | t               | [t]          | /t/, exatamente como em português                                          |
| K               | k               | [k]          | /c/, como em carro                                                         |
| Kw              | kw              | [kʷ]         | /qu/, como em quase                                                        |
| '               | '               | [ʔ]          | /tt/, como na pronúncia inglesa de bottle                                  |
| S               | s               | [ʃ]          | /x/, como em lixo                                                          |
| R               | r               | [ɾ]          | /r/, como em caro                                                          |
| W               | w               | [w]          | /w/, como pronunciado em inglês                                            |
| H               | h               | [h]          | /rr/ na pronúncia carioca para carro ou /h/ na pronúncia de ahead (inglês) |
| M               | m               | [m]          | /m/, exatamente como em português                                          |
| N               | n               | [n]          | /n/, exatamente como em português                                          |
| G               | g               | [ŋ]          | /ng/, como na palavra sing (inglês)                                        |
| I               | i               | [i]          | /i/, como em tia                                                           |
| E               | e               | [ɛ]          | /e/, como em ela                                                           |
| Y               | y               | [ɨ]          | Não possui correspondente em nenhuma das duas línguas.ⓘ                    |
| O               | o               | [o]          | /ô/, como em avô                                                           |

O hífen é, segundo Harrison, suprimido na escrita, mas existem vocábulos que o utilizam na escrita de outros textos, como nas palavras "ipira-pyýkawa" (rede de pescar) e "ywaŋa-hon" (nuvem). O sinal de • usado por Harrison (e portanto utilizado abaixo) é substituído em textos escritos (que não possuem o propósito de estudar a língua) pelo espaço.
A principal regra de acentuação é o acréscimo de um acento primário em todo tema verbal, nominal, sufixo verbal, advérbio e as partículas de presente rame e futuro (po)ta(N). Harrison diz que ele vai para a penúltima sílaba, real ou imaginária. Isso significa que palavras monossilábicas serão acentuadas antes da sílaba, como em "´ken". Para ele, relacionadores levam acento secundário /`/ na penúltima sílaba, seguindo a lógica acima. Esse acento, no entanto, não é observado na maioria das listas escritas de vocábulos na língua.
Regras mais específicas preveem que:
1. Se o acento cair num • (espaço) ou =, é deslocado para a sílaba à sua direita na cadeia. ([•́ʔaŋ-a] vira [ʔáŋ-a], traduzido como "casa")[86]

1. Se cair no -, vai para a sílaba à sua esquerda ([o-ápo-́pam] vira [o-ápó-pam], que significa "fazer terminar").[86][81]
2. Se uma frase relacional contém acentos primário e secundário, o secundário cai  ([ʔáŋ-a-̀pɨpe] vira [ʔáŋ-a-pɨpe]).
3. Se ela contém apenas um acento secundário, transforma-se em primário ([-pɨ́pe], como secundário, se transforma em [i-pɨ́pe], como primário) .
4. Em compostos, todos os acentos caem, menos o último primário ([o-ápó-pam] vira [o-apó-pam]).

## Gramática

### Sintaxe

#### Sentenças, parágrafos e relações de dependência
As sentenças em asurini contém pelo menos um dos seguintes elementos: verbo dependente/independente do tipo transitivo/intransitivo, um descritor e/ou qualquer outro tipo de frase. As divisões textuais de sentenças são feitas baseando-se nessas considerações sintáticas, às vezes considerando-se também a pausa e a entonação. Em casos em que a divisão pode ser feita considerando pontos diversos, considera-se primeiramente a pausa.
Um parágrafo, por sua vez, é uma série de sentenças onde o verbo principal da primeira sentença é independente, e os verbos das outras sentenças dependentes. O limite entre sentenças não fica muito claro num discurso, de modo que diferentes análises do mesmo parágrafo podem render diferentes divisões de sentenças.

#### Ordem dos sintagmas
O asurini do Trocará não possui uma ordem específica para os constituintes oracionais, ou seja, não existe um padrão gramatical que defina onde na frase o sujeito e o objeto, por exemplo, devem estar. A frase "o menino bateu no cachorro" em asurini poderia ser realizada de qualquer forma: "menino cachorro o bateu no", "cachorro no bateu menino o", etc.
Uma pesquisa levou em conta 670 orações em asurini e constatou que 55% seguiam a ordem OV, enquanto 43% seguiam a ordem VO, o que concluiu que não há na língua uma "ordem neutra". Ainda assim, Harrison afirma que a primeira forma (OVS) é tida como a mais tradicional. O autor afirma, no entanto, que muitos asurinis preferem a ordem portuguesa, trazida pelos não-indígenas (SVO).
Essa característica invoca muitas consequências no discurso asurini: não existe uma ordem específica para os quantificadores cardinais (números) e universais ("nenhum", por exemplo), não sendo necessário que esteja ao lado do que quantificam. Não existem regras de alternância de voz, como ativa, passiva, inversa... Nem mesmo as estruturas interrogativas, relativas e de incorporação nominal possuem regras previstas sobre o movimento sintático.

#### Alinhamento
De modo generalizado, as línguas tupi-guaranis são classificadas no tipo ativo. Uma série de afixos codifica o sujeito do verbo transitivo e do intransitivo ativo. Uma outra série, a acusativa ou estativa, é responsável por expressar o objeto do verbo intransitivo e o sujeito do verbo intransitivo estativo.
Os afixos que são utilizados com função de pronome desempenham funções importantes dentro do alinhamento sintático do asurini. Esses morfemas, no geral, são divididos em séries, e cada série tem uma função diferente e codificam o sujeito de um tipo diferente de verbo.

#### Sentenças negativas
A negação é expressa de diferentes formas em asurini. Em forma de sentença, os verbos assumem algumas flexões para indicar esse sentido e recebem as partículas "n...ihi, ɨʔɨm, eme". Esse último é indicado em verbos imperativos.
Já verbos no modo subjuntivo, ou seja, que expressam dúvida e incerteza, só têm a opção de usar ɨʔɨm, conforme verificado em "se eu não for", que não admite outra partícula além de ɨʔɨm, ficando "ce ha-ɨʔɨm-ramo". Outras situações em que o verbo só admite essa forma incluem o uso do afixo "t(a)...(ne)" (que significa "propósito") e a ocorrência entre s...s.

### Pronomes

#### Pronomes pessoais, possessivos e oblíquos
Não parece haver no asurini do Trocará um simples prefixo  que indique exclusivamente um pronome pessoal específico. Segundo Vieira, até existem pronomes livres na língua, mas só são usados em contextos de ênfase ou contraste. A autora cita o exemplo do pronome "ele", que na frase a'e a-ha-pota assume a forma simples de a'e. A mesma ainda afirma que sentenças com pronomes em português podem ser traduzidas para o asurini usando-se apenas o verbo.
Existem pelo menos duas séries de prefixos que têm a função de codificar o verbo, fazendo a função de pronome. Cada série será usada em um contexto diferente, o que dependerá da classificação do verbo e outras funções e questões sintáticas. Pronomes possessivos (meu, seu, etc.) também podem ser informados a partir de alguns desses prefixos.
Uma curiosidade interessante é que os pronomes em asurini não são como no português, em que há uma diferenciação entre pessoais (eu, nós, tu...), oblíquos (me, te, nos...) e possessivos (meu, seu, nosso...), por exemplo. Alguns prefixos podem ser traduzidos como mais de um tipo de pronome. Cada prefixo é usado em um contexto diferente, e a determinação de qual prefixo será utilizado em cada frase depende de questões como o tipo de verbo, a pessoa do paciente e o desejo ou não por expressar possessão.
A tabela a seguir une as informações retiradas de Harrison e de Vieira.
| Pessoa do discurso   | Prefixos em asurini | Pronomes pessoais em português | Pronomes possessivos em portugês |
| -------------------- | ------------------- | ------------------------------ | -------------------------------- |
| 1ª pessoa (singular) | se,oe               | eu                             | meu                              |
| 1ª pessoa (singular) | a, ice              | eu                             | -                                |
| 2ª pessoa (singular) | ne, e               | você/tu                        | seu/teu                          |
| 2ª pessoa (singular) | ere, ene            | você/tu                        | -                                |
| 1ª pessoa (plural)   | oro, ore            | nós (excludente)               | nosso (excludente)               |
| 1ª pessoa (plural)   | sane, sere          | nós (includente)               | nosso (includente)               |
| 1ª pessoa (plural)   | sa, cane            | nós (includente)               | -                                |
| 2ª pessoa (plural)   | pe, pese            | vocês/vós                      | de vocês/vosso                   |
| 2ª pessoa (plural)   | pehe                | vocês/vós                      |                                  |
| 3ª pessoa (plural)   | i/h                 | ele/a ou eles/as               | dele/a ou deles/as               |
| 3ª pessoa (plural)   | o                   | ele/a ou eles/as               | -                                |

Um fenômeno que já é observado nas línguas da família desde o tupi antigo se repete aqui: a diferenciação entre o "nós" includente e o "nós" excludente. O "nós" includente indica que o orador está se referindo a ele mesmo e à pessoa com quem se fala, incluindo-a. O "nós" excludente indica que o orador está se referindo a ele mesmo e a outra pessoa, excluindo com quem ele está falando.
Nicholson apresenta, ainda, os seguintes prefixos: tše para "eu", i para ele/a e tšene para o nós includente.
Alguns prefixos especiais são usados para expressar frases onde o sujeito, na 1ª pessoa (eu), faz algo para um paciente na 2ª pessoa (tu/você), ou vice-versa. São eles:
- oro:1ª para a 2ª pessoa, como em oro-nopo, que pode ser "eu te bato", "eu bato em vocês", "nós te batemos" ou "nós batemos em vocês".
- ipe: 3ª pessoa, como em se-nopo-ipe "você/s me bate/m"

Costuma-se eliminar das frases nominais que não estão na 3ª pessoa a ocorrência das formas pronominais ice (eu), ene (você), cane (nós includente), ore (nós excludente) e pehe (vocês).
Segundo Vieira, marcar ou não o sujeito da sentença é uma escolha que depende também de fatores como se a ação dele foi voluntária ou não, se o falante faz ou só diz que pode fazer. Veja alguns exemplos:
- a-se'eŋ (eu falo) é diferente de se-se'eŋ, (eu posso falar), pois mesmo que seja o mesmo verbo, a diferença de prefixos indica também diferença de controle sobre a ação.[?]
- a-apo i-mena itoi-ramo (eu faço o marido dela virar sapo) e se-apo itoi-ramo i-mena (eu sou capaz de fazer o marido dela virar sapo). Enquanto no primeiro o sujeito assume uma forma ativa, ou seja, ele realiza a ação, na segunda ele assume uma forma estativa, ou seja, ele não realiza a ação diretamente.

Vieira indica que a 3ª pessoa (quando como objeto) não é realizada, criando frases como a-nopo (eu bato nele). A indica "eu" e nopo indica "bater". Note que não há prefixo que indique a terceira pessoa. A'e também é considerado como "ele/nele".

#### Pronomes possessivos (especififcação) e reflexivos
Embora muitos prefixos sejam comuns às classes de pronomes possessivos e pronomes pessoais, algumas ocorrências são registradas separadamente como marcadoras de pronomes possessivos. São elas:
| Asurini | Português           | Pessoa               |
| ------- | ------------------- | -------------------- |
| ce      | meu                 | 1ª do singular       |
| na      | seu                 | 2ª do singular       |
| i       | dele/a ou deles/as  | 3ª singular e plural |
| cene    | nossos (includente) | 1ª do plural         |
| ore     | nossos (excludente) | 1ª do plural         |
| pe      | de vocês            | 2ª do plural         |

Ainda é possível, em asurini, fazer o uso de pronomes reflexivos, que são aqueles que indicam que o falante está fazendo algo a si mesmo. Observe a tabela:
| Asurini | Português                                | Pessoa                  |
| ------- | ---------------------------------------- | ----------------------- |
| we      | meu próprio                              | 1ª do singular          |
| e       | seu próprio                              | 2ª do singular          |
| c       | dele/a próprio/a ou deles/as próprios/as | 3ª do singular e plural |
| cere    | nossos (includente) próprios             | 1ª do plural            |
| ore     | nossos (excludente) próprios             | 1ª do plural            |
| pere    | de vocês mesmos                          | 2ª do plural            |

Todos esses prefixos também ocorrem com a adição de ci[verbo]a, embora alguns sons possam mudar por conta de algumas regras morfofonológicas.
O afixo se também faz a função de indicar ação reflexiva, como em a-se-pihim (eu me pintei) e o-se-mowai (ela se cortou)

### Verbos
Os verbos em asurini podem ser transitivos ou intransitivos. Além disso, podem ser dependentes ou independentes. Os dependentes apresentam um afixo de dependência, que os distingue de sua forma independente. Os independentes são os verbos principais da primeira sentença de um discurso, mas podem também ocorrer posteriormente em outras sentenças. Em monólogos mais extensos, no entanto, é natural que existam mais verbos dependentes. Os dependentes não ocorrem na primeira sentença de um parágrafo.
Transitivos dependentes refletem a pessoa-número do objeto. Intransitivos dependentes refletem a pessoa-número do sujeito. Transitivos independentes refletem ambos  (se possível e necessário, desenvolver mais com base em 71-75)

#### Tempo
Harrison descreve 4 tempos verbais: futuro desiderativo pelo sufixo (po)ta(N); presente, mediante o sujeito rame; passado próximo e passado remoto. Para Vieira, a distinção entre presente e passado não é marcada, de modo que, quando se quer deixar claro se a ação foi praticada no passado ou no presente, empregua-se advérbios como rame (agora) ou ymawe (ontem).
Os tempos passados, no entanto, recebem marcações de evidencialidade. Isso significa que eles são alterados conforme a presença ou ausência do narrador, ou seja, se é ele quem atesta ou não os fatos de sua fala ou se sabe que outra pessoa o faz. Enquanto para Harrison esses sufixos fazem a função de marcar o tempo passado de um verbo, para Vieira eles não são obrigatórios, e são apenas evidenciais, ou seja, expressam se a ação foi atestada ou não pelo narrador. Aparte da discussão, observe as ocorrências dos sufixos mais comuns a partir da tabela abaixo:
|                 | Atestado pelo narrador | Não atestado | Atestado por outro |
| --------------- | ---------------------- | ------------ | ------------------ |
| Passado próximo | raka                   | raʔe         | cehe               |
| Passado remoto  | rakokwehe              | cekwehe      | rakwehe            |

1. 1 2 3  A obra original utiliza q, equivalente a kw. Foi realizada uma substituição.

Essas formas podem ser intercaladas em qualquer frase, mas normalmente obedecem à frase da cláusula independente de uma sentença. Elas podem ocorrer duas vezes na mesma sentença e sem uma ordem específica.

#### Modo e aspecto
A língua possui quatro modos distintos: indicativo, imperativo, subjuntivo e gerúndio.
O indicativo pode ser marcado por meio dos prefixos pessoais a, ere, sa, oro, orow, ara, pe, o ,w ou a, como em a-há (eu vou) ou com os prefixos relacionais e o sufixo i (depois de consoante) ou j (depois de vogal). Esse último é exclusivo de situações onde o sujeito está na terceira pessoa e onde antes do predicado verbal vem uma expressão de circunstância.
O subjuntivo é indicado por amo (depois de uma consoante) e ramo (depois de uma vogal). Em alguns casos, ele pode ser indicado também pelo prefixo pessoal oro ou pelos prefixos we, wet, e, sere, oro, orow, ara, pe, o ,w ou a.
O gerúndio é informado pelo sufixo a, ta e w. Verbos intransitivos são marcados também com we, wet, e, sere, oro, orow, ara, pe, o, w ou a. Os transitivos recebem ou os mesmos de antes, ou um prefixo acusativo.
O imperativo, no geral, é manifestado no objeto de terceira pessoa, por meio dos prefixos e ou pe.
São outras formas de classificar o modo de um verbo:
- A partícula pa surge após a primeira frase da cláusula principal de uma sentença e indica pergunta. Muitas dessas ocorrências se referem à sentença inteira, o que indica que o interlocutor quer saber se aquela sentença é real ou falsa. Mas quando esse quer fazer uma pergunta com "quem", "o que", etc. (uma pergunta que não pode ser respondida com simplesmente "real" ou "falso"), essa regra não se aplica
- cawa e rike expressando dúvida ou incerteza. A primeira numa sentença declarativa e a segunda em resposta a uma pergunta se o narrador não tem certeza de sua resposta
- (r)imo, que é o mesmo que "provavelmente". (r)ipo é o mesmo que "com certeza".
- O imperativo marcado por um prefixo. O imperativo negativo leva, preferencialmente, a forma eme.

De acordo com Harrison, são marcadores de aspecto as ocorrências de:
- PaM para indicar o significado de "todos" ou de "acabar"
- Derivativos do verbo ka, frequentemente usados para indicar "durante muito tempo"
- no para marcar repetição, como em áha no (ele foi de novo)
- werehe para indicar "quase", como em óʔan werehe (ele quase caiu)

Pam pode exercer a função de aspecto perfectivo (que indica que a ação está totalmente concluída) ou de quantificador, enquanto ete  também pode servir como quantificador de um advérbio. Todos os marcadores de aspecto em asurini ocorrem como verbos principais.
Os verbos também podem ser flexionados de acordo com a voz: se indica que o falante está reflexivo e  So indica algo recíproco (o-so-nopó, que significa "eles se batem").

#### Outros casos gramaticais e morfológicos
A reduplicação é um recurso adotado em asurini para indicar uma ação repetida, sucessiva ou simultânea, como se observa em:
O-mopo-mopoŋ (ele atirou muitas vezes) e ipira o-ke-ke i-pype (os peixes entraram simultaneamente dentro dele (do pari)
A reduplicação também pode indicar sucessividade, algo frequente ou intenso, conforme exeplificado nas frases osepé:sepé (um após outro), a-ro-sewɨ-sewɨ́n (eu o fiz voltar várias vezes comigo) e kanó:kanó (muito forte).
O sufixo ete (muito) marca aspecto intensivo, o oho (grande) aspecto aumentativo e opam (acabar) perfectivo, como em i'i oho (literalmente dizer muito, traduzido como gritou), a-potar-ete (quero-o muito) e o-apo-pam kawisa ŋoa (o pessoal acabou de fazer/fez todo o mingau).

## Vocabulário

### Quantidade e numeração
Os quantificadores em asurini não pertencem à categoria de determinantes, ou seja, palavras com a função sintática de acompanhar e definir um substantivo. No lugar, expressões como "muitos" e "nenhum" são expressões nominais ou verbais. "Nenhum" é expresso pelo verbo existencial negativo anohi, que significa, na tradução literal, "não há nenhum". "Ninguém" e "nenhum" também podem ser informados por um verbo no negativo com algum nominal referencial (ou seja, algum nome que referencie algo).
Veja alguns exemplos onde as expressões quantitativas apresentam sentidos e morfologias interessantes:
- "Algum" e "algo"  são indicados a partir da partícula para probabilidade e incerteza rimo. Observe, por exemplo, as frases o-sekyi-ta rimo (talvez ele morrerá) e akwawa rimo o-pyhy ipira (alguns homens pegaram peixe). Rimo indica algo indeterminado[131]
- "Pouco" é expresso a partir da palavra para "pequeno": pipi[132]
- As palavras para "dois" e "quatro" seguem lógicas diferentes do português: as palavras signficam "fazer pares". "Dois" é, literalmente, "fazer gêmeos". Quatro é i-iro-ŋato-ete-pota, literalmente "é um super par"[133]
- A palavra para "três" é um verbo estativo na sua forma negativa. Isso pode ser concluído a partir da comparação entre na-i-ty'arahy-ihi (ele não está com fome) e na-i-ro-ihi (três). Note que na-i-()-ihi, que representa negação, se repete nos dois[134]

- Aseoho é descrito como um quantificador universal, ou seja, que expressa "todos".[135] Porém, existem outras formas de dizer "todos", como a adição de pam a verbos (pam vem do verbo opam, que significa "terminar") ou do sufixo to, que só é usado para termos que se refiram a parentescos ou seres humanos[136] Heta/he'yi, que é "muitos", também pode significar "Todos"[137]
- A versão nominalizada (ou seja, como um substantivo) de heta (heta-w-ara) pode ser usada para traduzir "todo mundo"[138]
- Oho é um sufixo aumentativo que indica que algo é grande. Em asurini pode ser usado também como "muitos"[139]

A tabela abaixo mostra esses e outros vocábulos:
| Numeral/quantidade em português | Em asurini      |
| ------------------------------- | --------------- |
| Muitos                          | He'yi/heta/oho  |
| Todo mundo                      | Heta-w-ara      |
| Outro                           | Amoa/amote      |
| 1                               | Osepesowe       |
| 2                               | Mokoi           |
| 3                               | Na'iroihi       |
| 4                               | Iroŋatoete      |
| Sozinho                         | Osepewei        |
| Cheio                           | Tynehem         |
| Todos                           | Aseoho/-pam/-to |
| Pouco                           | Pipi            |

### Corpo humano e suas ações
O asurini possui um vocabulário muito rico para partes do corpo e ações como urinar, comer e acordar. Alguns deles, que representam conceitos universais, podem ser vistos abaixo:
|           |                           | Em asurini            | Em português                           |
| --------- | ------------------------- | --------------------- | -------------------------------------- |
| Nomes     | Cabeça                    | se.renya              | (minha) saliva                         |
| Nomes     | Cabeça                    | serosa                | (meu) dente                            |
| Nomes     | Cabeça                    | iakyŋa                | cabeça (dele)                          |
| Nomes     | Cabeça                    | i.koa                 | língua (dele)                          |
| Nomes     | Cabeça                    | inamia                | orelha (dele)                          |
| Nomes     | Cabeça                    | heha                  | olho (dele)                            |
| Nomes     | Cabeça                    | isia                  | nariz (dele)                           |
| Nomes     | Cabeça                    | i.soroa               | boca (dele)                            |
| Nomes     | Partes e órgãos           | se.rewena             | (minha) barriga                        |
| Nomes     | Partes e órgãos           | se.py'a               | (meu) fígado                           |
| Nomes     | Partes e órgãos           | se.sora               | (meu) pescoço                          |
| Nomes     | Partes e órgãos           | se.sy'oa              | (meu) coração                          |
| Nomes     | Partes e órgãos           | -pirera               | pele                                   |
| Nomes     | Partes e órgãos           | se.rowya              | (meu) sangue                           |
| Nomes     | Partes e órgãos           | howya/wya             | sangue (dele)                          |
| Nomes     | Braços e pernas           | se.koakyga            | (meus) dedos                           |
| Nomes     | Braços e pernas           | se.koapé              | (minhas) unhas                         |
| Nomes     | Braços e pernas           | se.retýmoa/se.hetýmoa | (minha) perna                          |
| Nomes     | Braços e pernas           | i.owákoa              | (minha) coxa                           |
| Nomes     | Braços e pernas           | i.paa                 | mão (dele)                             |
| Nomes     | Braços e pernas           | i.pya                 | pé (dele)                              |
| Nomes     | Doenças                   | hahy                  | dor                                    |
| Nomes     | Doenças                   | iro'y                 | febre                                  |
| Nomes     | Doenças                   | o'oa                  | tosse                                  |
| Nomes     | Doenças                   | pohaŋa                | remédio                                |
| Sensações | Doenças                   | iroy                  | com frio                               |
| Sensações | Doenças                   | hakom                 | com calor/doente                       |
| Ações     | Doenças                   | oapo hehe             | passar                                 |
| Ações     | Doenças                   | owe'eŋ                | vomitar                                |
| Ações     | Doenças                   | opapyŋ                | tremer                                 |
| Ações     | Necessidades fisiológicas | o.koroŋ               | urinar                                 |
| Ações     | Necessidades fisiológicas | o.posi                | excretar                               |
| Ações     | Respiração                | ipytohem              | respirar                               |
| Ações     | Sono                      | o.ken                 | dormir                                 |
| Ações     | Sono                      | o.paŋ                 | acordar-se                             |
| Ações     | Sono                      | o.seehym              | esfregar (olhos)                       |
| Ações     | Alimentação               | se'yohei              | eu estou com sede                      |
| Ações     | Alimentação               | ityarahy              | estar com fome                         |
| Ações     | Alimentação               | okaro                 | comer (refeição)                       |
| Ações     | Alimentação               | omokon                | engolir                                |
| Ações     | Alimentação               | omoŋaro               | dar comida (para outro)                |
| Ações     | Alimentação               | otykon                | chupar                                 |
| Ações     | Alimentação               | opihom                | bicar/morder (pássaro com o bico dele) |
| Ações     | Alimentação               | o'o                   | comer (e fumar)                        |
| Ações     | Vida                      | otyaro                | crescer                                |
| Ações     | Vida                      | osoka                 | matar                                  |
| Ações     | Vida                      | oporosoka             | matar gente                            |
| Ações     | Vida                      | osekyi/omano          | morrer                                 |

### Trecho de um livro de histórias

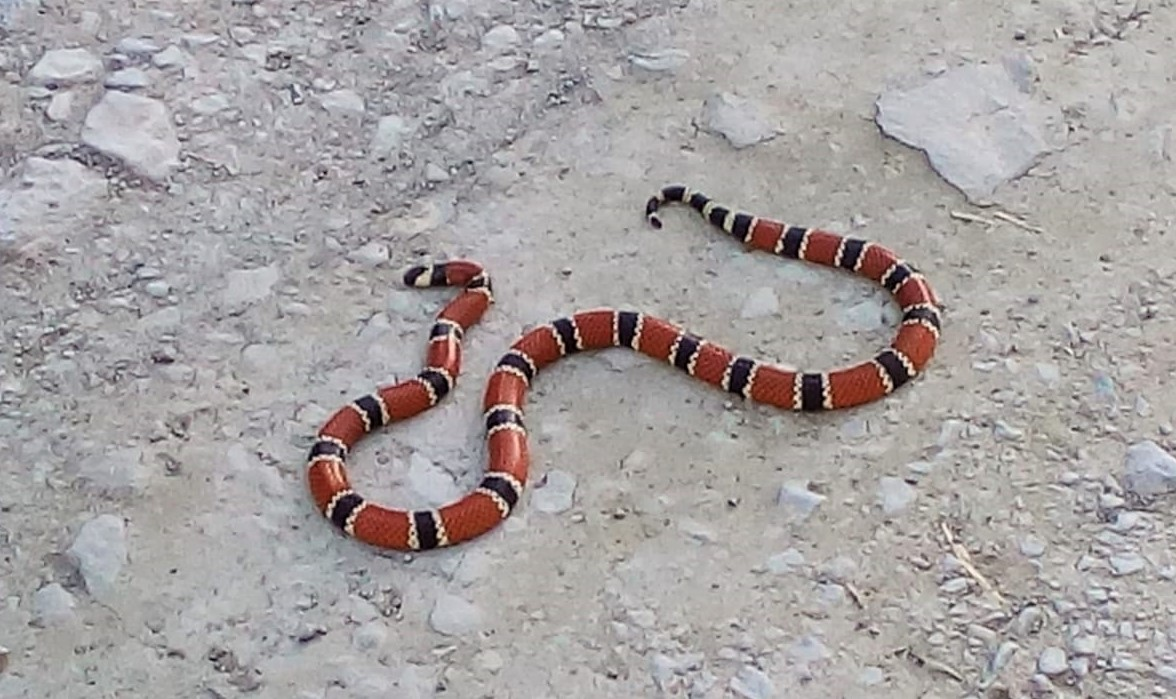
Cobra coral.

O trecho a seguir foi retirado do Livro de Relatos Asurini 2, um livro que reúne historietas contadas por idosos da comunidade. O texto escrito foi redigido a partir dos relatos gravados desses idosos. A obra tem a intenção de servir como base educacional para o povo originário.
Essa é a História da cobra coral, em asurini Arawawá, por Poraké:
| Trecho em asurini | Tradução para o português |
| --- | --- |
| Aráwawá sekwehé kosóa pé osemoawá aká isopé tapyhýnga osá. Akoma'é sowé opotáreté sekwehé aká, a'é aká hehé a'é, a'éramo sekwehé aráwawá haséi ipári aká. A'éramo sekwehé, aí, a'é, opotán aká, a'é sowé sekwehé iwáng aká akoma'éramo mása aráwawá i'í ehá isopé. A'é sekwehé osemoawá aká isopé awáramo oporongetáw isopé iaró. Sekwehé aráwawá oesá aká hehé. A'é sekwehé iaró i'í no. Sekwehé mása hehá osesángokáta isopé oaróramo. A'éramo áipa sé ména, i'í sekwehé aká hewýre oma'éw hehé t(a) aesáng heé osá pané. | A cobra coral, que a gente chama arawawá, na gíra, cobra coral, diz que quando uma menina, por exemplo, tem namorado, gosta muito do namorado, então cobra coral vira homem, como se fosse namorado, se for homem que tem namorada, então cobra coral vira mulher. E já aconteceu três vezes, inclusive ia acontecendo comigo, mas não aconteceu porque eu sabia o que era aquela cobra e apontei a arma pro lado dela e aí ela caiu como cobra. Ia se aproximar de mim como se fosse minha namorada também. Aí só quem sabia a história era o velho e eu. Eu estava muito dentro do mato, aí conheci que não era pessoa, não era minha namorada, aí apontei a espingarda que eu tinha para o lado dela e aí ela virou cobra. |

### Empréstimos do português
Há uma discussão quanto à entrada ou não de palavras de origem portuguesa no léxico asurini. Harrison defende que o fenômeno acontece bastante, tendo como exemplo a adoção dos termos "café" e "sabonete", mesmo que seja possível usar palavras autenticamente asurinis.  Outros documentos já defendem o contrário ao dizer que o léxico da língua é extremamente conservador. Um deles usa como exemplo a adoção do termo que significava "onça" (sawára) para os cachorros, com a rebatização de sawaróhó (grande onça) para as onças. Ou seja, a domesticação de cachorros (costume trazido com os brancos) não exigiu um termo em português.